# 全国企業短期経済観測調査
全国企業短期経済観測調査（ぜんこくきぎょうたんきけいざいかんそくちょうさ）は、日本銀行が四半期ごとに公表している統計調査のこと。一般に日銀短観（にちぎんたんかん）、短観（たんかん）の名で知られ、調査対象数が多く、速報性も高いことから海外においても"Tankan"で通じる。その発表は、日本の経済状態を測る手がかりとして国内外の市場関係者から注目を集めるため、株価や為替レートなどに大きな影響を及ぼす。内閣府の月例経済報告とともに、経済の現況と動向をみる上ではもとより、中期的な構造把握の指標としても、重要な経済統計の1つとして注目されている。

## 概要
全国にある資本金2000万円以上の民間企業約21万社の中から、約1万社を抽出して調査する。調査内容は業績や業況、設備投資額、雇用などについて、計数・マインドの双方から、実績や今後の推移を問うもので、なかでも景気がいいとする企業の比率から悪いとする企業の比率を引いた業況判断指数（DI）の結果は、株式相場に少なからぬ影響を及ぼすこともある。経団連の調査によれば、四半期GDP速報等と並び、企業経営者が最も重視する経済統計の1つに数えられる。なお、2004年の3月調査以前は、従業員数を条件として調査を行っていたが、ベンチャー企業の台頭によって資本金を条件とする調査に変更され、調査対象数が約2000社増加した。

## 調査の目的
通常の調査では測ることができない企業「好況感」「経営マインド」などの動向を把握し、金融政策の適切な運営に資すること。

## 調査方法
アンケート方式により、書面またはオンライン上で回答する。質問項目は、企業の主観的判断を問う「判断項目」と、売上高、預金・現金といった計数の実績値、計画値を問う「計数項目」に大別される。
例えば、「判断項目」の1つである業況判断の場合、
- 質問：貴社の業況についてどのように判断しますか
- 回答：1、良い　2、さほど良くない　3、悪い

というアンケート形態をとる。業況判断指数は、このうち良いと答えた割合（%）から悪いと答えた割合（%）を引いて算定される。
- 調査日：3・6・9・12各月の下旬
- 公表：4・7・10各月の初旬、12月の中旬